# Sciurumimus
Sciurumimus (лат.) («подражающий белке», из-за сходства оперения хвоста с хвостовым опушением современных белок) — вымерший род динозавров из группы тетанур, окаменелые остатки которого были найдены в позднеюрских отложениях Германии (Rygolquarry, Пайнтен, Бавария; возраст находки около 150 миллионов лет). Длина скелета ювенильной особи составляла 72 см (череп — 8 см), а предполагаемый размер взрослой особи мог достигать 5 м. Хвост длинный, состоял из 59 позвонков. Образец сохраняет следы перьеподобных нитевидных структур. Sciurumimus albersdoerferi
Впервые образец был неофициально анонсирован в 2011 году, однако полноценное описание было опубликовано лишь на следующий год. Несмотря на то, что первоначально род был причислен к мегалозавроидам, более поздние филогенетические анализы ставят данное размещение под сомнение.

## Описание

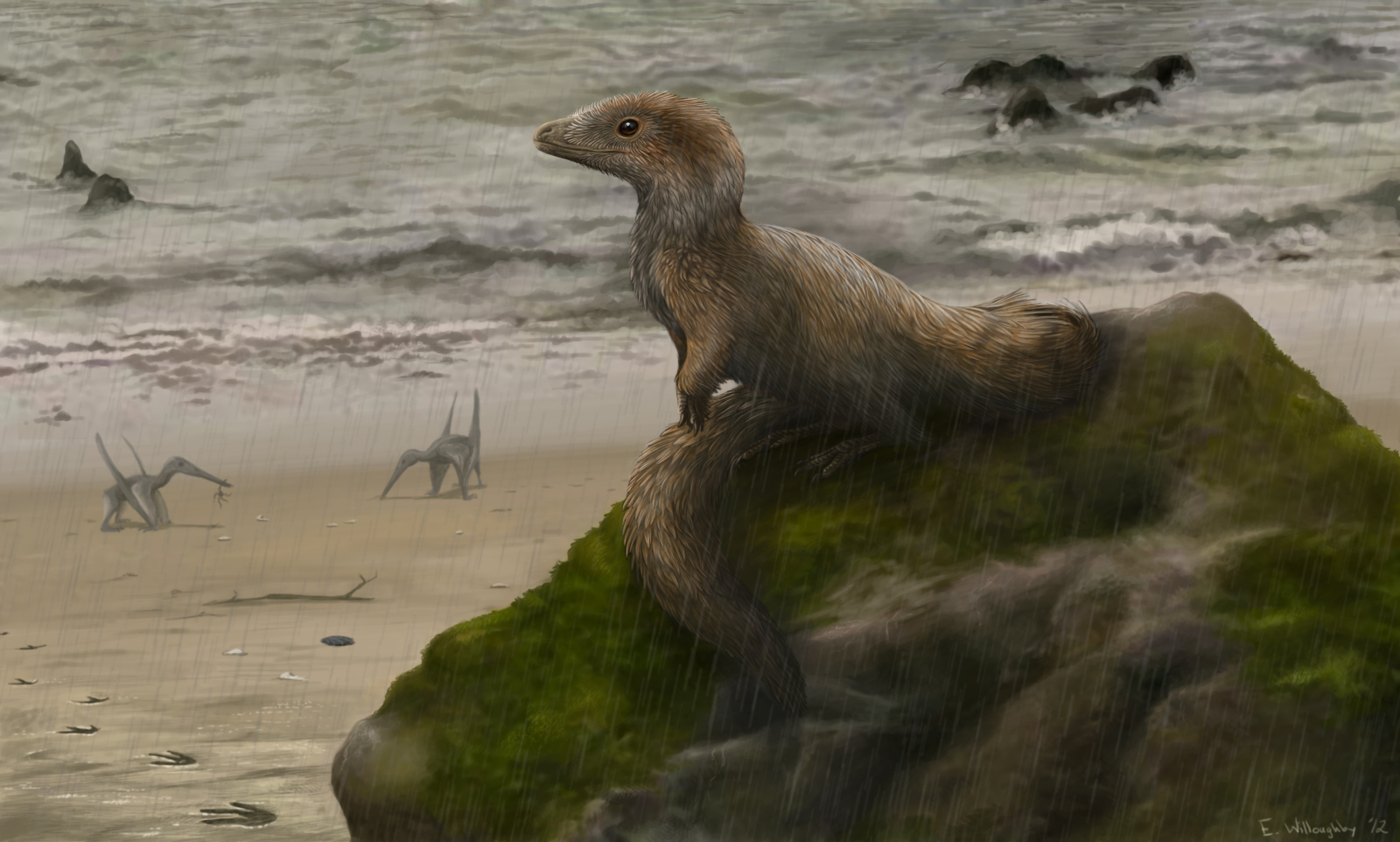
Реконструкция ювенильной особи Sciurumimus

Sciurumimus известен только по одной окаменелости, представляющую собой полный сочленённый скелет с сохранившимися мягкими тканями. По размерам и пропорциям образец сопоставим с ювенильной особью целурозавра Juravenator, однако значительно отличается от него по ряду черт. Череп Sciurumimus пропорционально большой, составляет 156 % от длины бедренной кости и превосходит по длине шейный отдел позвоночника. Эти особенности, наряду с отсутствием в скелете достаточного количества сросшихся элементов, укороченными передними конечностями и отсутствием какой-либо дифференциации зубов указывают на крайне юный возраст особи на момент гибели.
Образец сохраняет примитивное нитевидное оперение у основания хвоста и в других частях тела. Данные структуры схожи с перьями первой эволюционной стадии, имевшихся у некоторых орнитоподов, базального тираннозавроида Dilong, и базального теризинозавра бэйпяозавра. Большая часть окаменевших мягких тканей представляет собой покровные структуры, однако вдоль заднего края большой берцовой кости находится участок, который можно интерпретировать в качестве мышечной ткани.

## Филогения
Первоначально род был определён в качестве возможного примитивного члена Megalosauroidea — надсемейства крупных хищных динозавров, более примитивных, нежели другие группы теропод, такие как тираннозавроиды и карнозавры. Исходя из данной классификации, Sciurumimus становится самым базальным динозавром, обладавшим оперением. Данное расположение было подтверждено одним из трёх филогенетических анализов, проведённых авторами описания. Два других анализа сближают род с Monolophosaurus и Avetheropoda или ставят род в позицию incertae sedis в пределах мегалозавроидов и Avetheropoda. Точное положение определить весьма затруднительно, так как единственный известный на данный момент скелет принадлежал крайне молодому животному, чьи анатомические признаки могли существенно меняться по мере взросления.
Позднее данные выводы были подвергнуты критике ряда ученых, отмечавших, что анализы были неполными и при их проведении не были учтены несколько важных видов. В 2013 году в журнале Nature был опубликован переработанный анализ, включавший как старые, так и добавленные роды. По его итогам Sciurumimus был помещён в группу Coelurosauria как один из наиболее базальных членов.